# 李承亨
李承亨（韓語：이승형，1968年2月17日—），韓國男演員。

## 演出作品

### 電視劇
- 1993年：SBS《遙遠的松巴江》飾演 鄭頌賢
- 1999年：SBS《蕃茄》
- 2002年：SBS《開朗少女成功記》
- 2002年：KBS《張禧嬪》飾演 景宗
- 2003年：MBC《雪人》
- 2004年：MBC《想結婚的女子》
- 2004年：SBS《大小姐們》
- 2005年：MBC《我叫金三順》飾演 求婚的男人
- 2005年：SBS《愛需要奇蹟》
- 2005年：SBS《那女人》
- 2006年：SBS《好想戀愛》
- 2007年：MBC《在我身邊》
- 2007年：SBS《起飛》飾演 李玄洙
- 2007年：SBS《說客》飾演 姜泰埈
- 2008年：MBC《天下絕色朴貞今》
- 2008年：SBS《On Air》
- 2008年：KBS《最強七迂》
- 2008年：SBS《全職媽媽》
- 2008年：SBS《家門的榮光》飾演 珍亞前男友
- 2008年：SBS《明星的戀人》
- 2009年：SBS《燦爛的遺產》飾演 城哲／表管家
- 2009年：SBS《不要猶豫》飾演 崔萬秀
- 2010年：SBS《婦產科》飾演 鄭慶周
- 2010年：MBC《被稱為神的男子》飾演 表秘書
- 2010年：SBS《檢察官公主》飾演 車明秀
- 2010年：SBS《Giant》飾演 文成鐘
- 2011年：KBS《赤道的男人》飾演 車室長
- 2011年：SBS《城市獵人》飾演 宋永德
- 2011年：SBS《樹大根深》飾演 南思哲
- 2011年：SBS《如果明日來臨》飾演 孫正慕
- 2012年：MBC《擁抱太陽的月亮》飾演 韓宰路
- 2012年：SBS《五指》飾演 吳賢茂
- 2012年：SBS《錢的化身》飾演 高浩
- 2013年：MBC《當男人戀愛時》飾演 裴春三
- 2013年：SBS《主君的太陽》飾演 彗星經紀人
- 2013年：SBS《奇怪的保姆》飾演 語鎮父
- 2014年：SBS《神的禮物－14天》飾演 節目導演
- 2014年：SBS《天使之眼》飾演 成賢浩
- 2014年：KBS《黃金交叉》飾演 朱民浩
- 2014年：SBS《異鄉人醫生》飾演 保鑣
- 2014年：SBS《無盡的愛》飾演 林潤澤
- 2014年：MBC《湔雪的魔女》飾演 王室長
- 2014年：KBS《甜蜜的秘密》飾演 裴經理
- 2015年：SBS《我的心一閃一閃》
- 2015年：SBS《人生追擊者李載求》飾演 卞振煥
- 2015年：KBS《不善良的女人們》
- 2015年：OCN《失蹤的黑色M》飾演 金石鎮
- 2015年：MBC《華政》飾演 李曙
- 2015年：SBS《假面》飾演 理事
- 2015年：SBS《上流社會》飾演 宋秘書
- 2015年：SBS《我有愛人了》飾演 金泰浩
- 2015年：Naver TVcast《搜查官愛麗絲》飾演 隊長
- 2015年：SBS《Remember－兒子的戰爭》飾演 李政勳
- 2016年：MBC《Monster》飾演 韓尚宇
- 2016年：OCN《38師機動隊》飾演 白成日
- 2016年：SBS《I am Sorry 姜南九》飾演 孔萬秀
- 2016年：SBS《對，因為是家人》特別演出 外科醫生
- 2017年：Naver TVcast《淘氣鬼偵探》
- 2017年：SBS《愛情的溫度》飾演 餐廳主廚
- 2017年：TV朝鮮《在你背上扣球》飾演 李現填的爸爸
- 2017年：KBS《黑騎士》飾演 鄭吉永
- 2018年：KBS《我唯一的守護者》飾演 楊哲
- 2019年：TV朝鮮《Babel》飾演 申理事
- 2019年：SBS《初次見面我愛你》飾演 朴理事
- 2020年：SBS《Good Casting》飾演 南奉萬
- 2020年：KBS《Oh！三光公寓！》飾演 鄭敏碩
- 2020年：SBS《Alice》飾演 恩秀的父親
- 2022年：MBC《黑話律師》飾演 車萬岱（特別出演）
- 2024年：KBS《美女與純情男》飾演 洪進求

### 電影
- 2006年：《無道里》

## 外部連結
- NAVER （页面存档备份，存于）